# Allsvenskan i bandy 2001/2002
Allsvenskan i bandy 2001/2002 var Sveriges högsta division i bandy för herrar säsongen 2001/2002. Norrgruppsvinnaren Sandvikens AIK lyckades vinna svenska mästerskapet efter vinst med 8-4 mot södergruppsvinnaren Västerås SK i finalmatchen på Studenternas IP i Uppsala den 17 mars 2002.

## Förlopp
- Grundserieindelningen fastställdes av Svenska Bandyförbundet i mars 2001.[2]
- Skytteligan vanns av Sergej Obuchov, Falu BS med 63 fullträffar.[3]

### Norrgruppen
Spelades 11 november-30 december 2001.
| Nr | Lag                     | S  | V  | O | F  | +/-   | P  |
| -- | ----------------------- | -- | -- | - | -- | ----- | -- |
| 1  | Sandvikens AIK          | 14 | 11 | 0 | 3  | 84-42 | 22 |
| 2  | Hammarby IF             | 14 | 10 | 1 | 3  | 88-58 | 21 |
| 3  | Bollnäs GoIF            | 14 | 10 | 1 | 3  | 88-64 | 21 |
| 4  | Falu BS                 | 14 | 7  | 0 | 7  | 65-52 | 14 |
| 5  | Edsbyns IF              | 14 | 7  | 0 | 7  | 55-59 | 14 |
| 6  | Ljusdals BK             | 14 | 4  | 1 | 9  | 53-71 | 9  |
| 7  | Broberg/Söderhamn Bandy | 14 | 2  | 2 | 10 | 50-91 | 6  |
| 8  | IK Sirius               | 14 | 2  | 1 | 11 | 40-86 | 5  |

### Södergruppen
Spelades 11 november-30 december 2001.
| Nr | Lag                   | S  | V | O | F  | +/-   | P  |
| -- | --------------------- | -- | - | - | -- | ----- | -- |
| 1  | Västerås SK           | 14 | 8 | 5 | 1  | 66-52 | 21 |
| 2  | IFK Vänersborg        | 14 | 8 | 4 | 2  | 70-51 | 20 |
| 3  | Villa Lidköping BK    | 14 | 7 | 3 | 4  | 76-53 | 17 |
| 4  | BS BolticGöta         | 14 | 7 | 1 | 6  | 59-47 | 15 |
| 5  | Vetlanda BK           | 14 | 4 | 5 | 5  | 65-66 | 13 |
| 6  | IFK Motala            | 14 | 5 | 2 | 7  | 52-66 | 12 |
| 7  | Gripen Trollhättan BK | 14 | 3 | 2 | 9  | 58-79 | 8  |
| 8  | Katrineholms SK       | 14 | 2 | 2 | 10 | 59-91 | 6  |

### Elitserien
Spelades 4 januari-13 februari 2002.
| Nr | Lag                | S  | V | O | F | +/-   | P  |
| -- | ------------------ | -- | - | - | - | ----- | -- |
| 1  | Sandvikens AIK     | 11 | 9 | 2 | 0 | 79-37 | 20 |
| 2  | Hammarby IF        | 11 | 6 | 3 | 2 | 65-41 | 15 |
| 3  | Falu BS            | 11 | 6 | 1 | 4 | 47-35 | 13 |
| 4  | BS BolticGöta      | 11 | 4 | 4 | 3 | 46-60 | 12 |
| 5  | Villa Lidköping BK | 11 | 5 | 0 | 6 | 57-49 | 10 |
| 6  | Västerås SK        | 11 | 3 | 2 | 6 | 46-51 | 8  |
| 7  | IFK Vänersborg     | 11 | 2 | 1 | 8 | 37-62 | 5  |
| 8  | Bollnäs GoIF       | 11 | 2 | 1 | 8 | 40-82 | 5  |

### Allsvenska fortsättningsserien
Spelades 4 januari-13 februari 2002.
| Nr | Lag                     | S  | V | O | F  | +/-   | P  |
| -- | ----------------------- | -- | - | - | -- | ----- | -- |
| 1  | Edsbyns IF              | 11 | 8 | 3 | 0  | 65-39 | 22 |
| 2  | IFK Motala              | 11 | 7 | 2 | 2  | 60-40 | 18 |
| 3  | Vetlanda BK             | 11 | 6 | 1 | 4  | 62-46 | 16 |
| 4  | Ljusdals BK             | 11 | 6 | 1 | 4  | 57-50 | 15 |
| 5  | Gripen Trollhättan BK   | 11 | 4 | 1 | 6  | 61-44 | 10 |
| 6  | Broberg/Söderhamn Bandy | 11 | 4 | 0 | 7  | 51-63 | 9  |
| 7  | Katrineholms SK         | 11 | 4 | 1 | 6  | 44-61 | 9  |
| 8  | IK Sirius               | 11 | 0 | 1 | 10 | 29-86 | 1  |

## Seriematcherna

### Södergruppen
| - 11 november 2001 BS Boltic Göta-IFK Vänersborg 3-1 - 11 november 2001 Katrineholms SK-IFK Motala 4-1 - 11 november 2001 Gripen Trollhättan BK-Villa Lidköping BK 6-4 - 11 november 2001 Västerås SK-Vetlanda BK 4-4 - 14 november 2001 Motala-Boltic Göta 2-0 - 14 november 2001 Vänersborg-Västerås 3-3 - 14 november 2001 Vetlanda-Gripen 5-6 - 14 november 2001 Villa Lidköping-Katrinehollm 7-3 - 16 november 2001 Gripen-Vänersborg 4-5 - 18 november 2001 Katrineholm-Vetlanda 5-5 - 18 november 2001 Villa Lidköping-Motala 11-2 - 18 november 2001 Västerås-Boltic Göta 6-4 - 21 november 2001 Boltic Göta-Gripen 9-1 - 21 november 2001 Motala-Västerås 2-5 - 21 november 2001 Vänersborg-Katrineholm 11-3 - 21 november 2001 Vetlanda-Villa Lidköping 4-1 - 23 november 2001 Katrineholm-Boltic Göta 3-9 - 23 november 2001 Vetlanda-Motala 6-3 - 23 november 2001 Villa Lidköping-Vänersborg 4-0 - 27 november 2001 Motala-Gripen 8-5 - 28 november 2001 Boltic Göta-Villa Lidköping 2-2 - 28 november 2001 Vänersborg-Vetlanda 6-4 - 28 november 2001 Västerås-Katrineholm 4-1 - 30 november 2001 Gripen-Västerås 4-6 - 2 december 2001 Katrineholm-Gripen 4-4 - 2 december 2001 Vetlanda-Boltic Göta 4-6 - 2 december 2001 Vänersborg-Motala 5-3 - 2 december 2001 Villa Lidköping-Västerås 8-3 | - 5 december 2001 Boltic Göta-Vetlanda 8-3 - 5 december 2001 Gripen-Katrineholm 4-7 - 5 december 2001 Motala-Vänersborg 2-2 - 5 december 2001 Västerås-Villa Lidköping 4-4 - 12 december 2001 Gripen-Motala 9-1 - 12 december 2001 Katrineholm-Västerås 5-6 - 12 december 2001 Vetlanda-Vänersborg 1-1 - 12 december 2001 Villa Lidköping-Boltic Göta 3-1 - 14 december 2001 Motala-Vetlanda 4-4 - 14 december 2001 Vänersborg-Villa Lidköping 10-5 - 16 december 2001 Boltic Göta-Katrineholm 5-3 - 16 december 2001 Västerås-Gripen 4-4 - 19 december 2001 Gripen-Boltic Göta 0-3 - 19 december 2001 Katrineholm-Vänersborg 6-8 - 19 december 2001 Villa Lidköping-Vetlanda 5-5 - 19 december 2001 Västerås-Motala 4-1 - 26 december 2001 Boltic Göta-Västerås 3-7 - 26 december 2001 Motala-Villa Lidköping 8-4 - 26 december 2001 Vänersborg-Gripen 7-5 - 26 december 2001 Vetlanda-Katrineholm 8-7 - 28 december 2001 Boltic Göta-Motala 2-5 - 28 december 2001 Gripen-Vetlanda 4-7 - 28 december 2001 Katrineholm-Villa Lidköping 3-9 - 28 december 2001 Västerås-Vänersborg 4-4 - 30 december 2001 Motala-Katrineholm 10-5 - 30 december 2001 Vänersborg-Boltic Göta 7-4 - 30 december 2001 Vetlanda-Västerås 5-6 - 30 december 2001 Villa Lidköping-Gripen 9-2 |

### Norrgruppen
| - 11 november 2001 IK Sirius-Hammarby IF 2-11 - 11 november 2001 Ljusdals BK-Brobergs IF 2-6 - 11 november 2001 Bollnäs GIF-Edsbyns IF 3-1 - 11 november 2001 Sandvikens AIK-Falu BS 8-2 - 14 november 2001 Broberg-Sandviken 2-4 - 14 november 2001 Edsbyn-Sirius 5-3 - 14 november 2001 Falun-Bolnäs 5-6 - 14 november 2001 Hammarby-Ljusdal 7-6 - 16 november 2001 Bollnäs-Broberg 10-2 - 16 november 2001 Falun-Edsbyn 6-7 - 16 november 2001 Sandviken-Hammarby 4-2 - 18 november 2001 Ljusdal-Sirius 5-3 - 21 november 2001 Broberg-Falun 1-4 - 21 november 2001 Edsbyn-Ljusdal 6-4 - 21 november 2001 Hammarby-Bollnäs 10-3 - 21 november 2001 Sirius-Sandviken 0-4 - 23 november 2001 Broberg-Edsbyn 2-5 - 23 november 2001 Falun-Hammarby 8-2 - 23 november 2001 Sandviken-Ljusdal 9-1 - 25 november 2001 Bollnäs-Sirius 14-4 - 28 november 2001 Edsbyn-Sandviken 3-6 - 28 november 2001 Hammarby-Broberg 5-1 - 28 november 2001 Sirius-Falun 2-6 - 28 november 2001 Ljusdal-Bollnäs 6-3 - 30 november 2001 Bollnäs-Sandviken 9-6 - 2 december 2001 Hammarby-Edsbyn 6-3 - 2 december 2001 Broberg-Sirius 4-1 - 2 december 2001 Falun-Ljusdal 4-2 | - 5 december 2001 Edsbyn-Hammarby 4-3 - 5 december 2001 Sirius-Broberg 6-6 - 5 december 2001 Ljusdal-Falun 2-5 - 5 december 2001 Sandviken-Bollnäs 3-6 - 11 december 2001 Bollnäs-Ljusdal 3-3 - 12 december 2001 Broberg-Hammarby 10-10 - 12 december 2001 Falun-Sirius 6-0 - 12 december 2001 Sandviken-Edsbyn 4-3 - 14 december 2001 Edsbyn-Broberg 8-6 - 14 december 2001 Hammarby-Falun 5-1 - 16 december 2001 Sirius-Bollnäs 4-6 - 16 december 2001 Ljusdal-Sandviken 3-9 - 19 december 2001 Bollnäs-Falun 7-5 - 19 december 2001 Sirius-Edsbyn 3-2 - 19 december 2001 Ljusdal-Hammarby 5-6 - 19 december 2001 Sandviken-Broberg 14-0 - 26 december 2001 Broberg-Ljusdal 3-5 - 26 december 2001 Edsbyn-Bollnäs 2-5 - 26 december 2001 Falun-Sandviken 3-5 - 26 december 2001 Hammarby-Sirius 9-4 - 28 december 2001 Bollnäs-Hammarby 4-8 - 28 december 2001 Falun- Broberg 8-2 - 28 december 2001 Ljusdal-Edsbyn 6-3 - 28 december 2001 Sandviken-Sirius 5-4 - 30 december 2001 Broberg-Bollnäs 5-9 - 30 december 2001 Edsbyn-Falun 3-2 - 30 december 2001 Hammarby-Sandviken 4-3 - 30 december 2001 Sirius-Ljusdal 4-3 |

### Elitserien
| - 4 januari 2002 Bollnäs GIF-IFK Vänersborg 5-8 - 4 januari 2002 Sandvikens AIK-BS Boltic Göta 11-1 - 4 januari 2002 Villa Lidköping BK-Hammarby IF 7-4 - 4 januari 2002 Västerås SK-Falu BS 2-2 - 6 januari 2002 Hammarby-Västerås 7-5 - 6 januari 2002 Boltic Göta-Bollnäs 7-3 - 6 januari 2002 Falun-Villa Lidköping 4-1 - 6 januari 2002 Vänersborg-Sandviken 2-12 - 9 januari 2002 Bollnäs-Falun 3-7 - 9 januari 2002 Vänersborg-Boltic Göta 3-3 - 9 januari 2002 Sandviken-Hammarby 4-4 - 9 januari 2002 Västerås-Villa Lidköping 6-5 - 15 januari 2002 Västerås-Bollnäs 8-2 - 16 januari 2002 Falun-Vänersborg 5-2 - 16 januari 2002 Hammarby-Boltic Göta 3-3 - 16 januari 2002 Villa Lidköping-Sandviken 3-4 - 18 januari 2002 Bollnäs-Villa Lidköping 3-2 - 18 januari 2002 Vänersborg-Hammarby 1-3 - 18 januari 2002 Sandviken-Västerås 4-4 - 20 januari 2002 Boltic Göta-Falun 3-2 - 23 januari 2002 Falun-Boltic Göta 10-1 - 23 januari 2002 Hammarby-Vänersborg 7-1 - 23 januari 2002 Villa Lidköping-Bollnäs 12-2 - 23 januari 2002 Västerås-Sandviken 5-7 | - 25 januari 2002 Bollnäs-Västerås 2-8 - 25 januari 2002 Boltic Göta-Hammarby 7-7 - 25 januari 2002 Vänersborg-Falun 4-7 - 25 januari 2002 Sandviken-Villa Lidköping 12-4 - 27 januari 2002 Hammarby-Falun 6-2 - 27 januari 2002 Västerås-Vänersborg 4-5 - 27 januari 2002 Sandviken-Bollnäs 6-5 - 27 januari 2002 Villa Lidköping-Boltic Göta 4-6 - 6 februari 2002 Boltic Göta-Västerås 5-2 - 6 februari 2002 Falun-Sandviken 2-5 - 6 februari 2002 Hammarby-Bollnäs 13-3 - 6 februari 2002 Vänersborg-Villa Lidköping 3-5 - 10 februari 2002 Västerås-Hammarby 1-7 - 10 februari 2002 Bollnäs-Boltic Göta 6-6 - 10 februari 2002 Sandviken-Vänersborg 5-3 - 10 februari 2002 Villa Lidköping-Falun 7-1 - 13 februari 2002 Boltic Göta-Sandviken 4-9 - 13 februari 2002 Falun-Västerås 5-1 - 13 februari 2002 Hammarby-Villa Lidköping 4-7 - 13 februari 2002 Vänersborg-Bollnäs 5-6 |

### Allsvenska fortsättningsserien
| - 4 januari 2002 Gripen BK-Edsbyns IF 2-6 - 4 januari 2002 Sirius-IFK Motala 3-5 - 4 januari 2002 Ljusdals BK-Katrineholms SK 9-1 - 4 januari 2002 Vetlanda BK-Brobergs IF 6-5 - 6 januari 2002 Motala-Ljusdal 5-8 - 6 januari 2002 Katrineholm-Sirius 5-2 - 6 januari 2002 Broberg-Gripen 5-3 - 6 januari 2002 Edsbyn-Vetlanda 6-3 - 9 januari 2002 Motala-Katrineholm 6-2 - 9 januari 2002 Sirius-Edsbyn 2-6 - 9 januari 2002 Ljusdal-Broberg 7-4 - 9 januari 2002 Vetlanda-Gripen 4-3 - 16 januari 2002 Broberg-Motala 0-5 - 16 januari 2002 Edsbyn-Katrineholm 7-2 - 16 januari 2002 Gripen-Ljusdal 8-2 - 16 januari 2002 Vetlanda-Sirius 14-2 - 18 januari 2002 Motala-Edsbyn 3-3 - 18 januari 2002 Katrineholm-Broberg 7-5 - 20 januari 2002 Sirius-Gripen 6-6 - 20 januari 2002 Ljusdal-Vetlanda 4-2 - 23 januari 2002 Broberg-Katrineholm 2-9 - 23 januari 2002 Edsbyn-Motala 3-3 - 23 januari 2002 Gripen-Sirius 13-0 - 23 januari 2002 Vetlanda-Ljusdal 4-3 | - 25 januari 2002 Motala-Broberg 8-5 - 25 januari 2002 Sirius-Vetlanda 2-7 - 25 januari 2002 Katrineholm-Edsbyn 4-8 - 25 januari 2002 Ljusdal-Gripen 1-11 - 27 januari 2002 Broberg-Sirius 5-2 - 27 januari 2002 Edsbyn-Ljusdal 6-3 - 27 januari 2002 Gripen-Katrineholm 6-2 - 27 januari 2002 Vetlanda-Motala 3-5 - 6 februari 2002 Edsbyn-Broberg 9-7 - 6 februari 2002 Motala-Gripen 7-3 - 6 februari 2002 Katrineholm-Vetlanda 3-8 - 6 februari 2002 Ljusdal-Sirius 10-2 - 10 februari 2002 Sirius-Katrineholm 4-5 - 10 februari 2002 Gripen-Broberg 2-6 - 10 februari 2002 Ljusdal-Motala 6-3 - 10 februari 2002 Vetlanda-Edsbyn 6-6 - 13 februari 2002 Broberg-Vetlanda 7-5 - 13 februari 2002 Edsbyn-Gripen 5-4 - 13 februari 2002 Motala-Sirius 10-4 - 13 februari 2002 Katrineholm-Ljusdal 4-4 |

## Slutspel om svenska mästerskapet 2002

### Åttondelsfinaler (UEFA:s cupmodell)
- 13 februari 2002: Edsbyns IF-Bollnäs GoIF/BF 7-7
- 13 februari 2002: IFK Motala-IFK Vänersborg 3-2
- 15 februari 2002: Bollnäs GoIF/BF-Edsbyns IF 3-10 (Edsbyns IF vidare)
- 15 februari 2002: IFK Vänersborg-IFK Motala 8-2 (IFK Vänersborg vidare)

### Kvartsfinaler (bäst av fem matcher)
- 19 februari 2002: BS BolticGöta-Västerås SK 4-7
- 20 februari 2002: Falu BS-Villa Lidköping BK 7-3
- 20 februari 2002: Sandvikens AIK-Edsbyns IF 5-6 (sudden death)
- 20 februari 2002: Hammarby IF-IFK Vänersborg 5-3
- 21 februari 2002: Västerås SK-BS BolticGöta 12-1
- 22 februari 2002: Villa Lidköping BK-Falu BS 7-1
- 22 februari 2002: Edsbyns IF-Sandvikens AIK 4-6
- 22 februari 2002: IFK Vänersborg-Hammarby IF 0-7
- 24 februari 2002: Falu BS-Villa Lidköping BK 8-2
- 24 februari 2002: Sandvikens AIK-Edsbyns IF 3-2
- 24 februari 2002: BS BolticGöta-Västerås SK 4-8 (Västerås SK vidare efter 3-0 i matcher)
- 24 februari 2002: Hammarby IF-IFK Vänersborg 4-7
- 27 februari 2002: Villa Lidköping BK-Falu BS 9-6
- 27 februari 2002: Edsbyns IF-Sandvikens AIK 4-9 (Sandvikens AIK vidare efter 3-1 i matcher)
- 27 februari 2002: IFK Vänersborg-Hammarby IF 3-4 (Hammarby vidare efter 3-1 i matcher)
- 1 mars 2002: Falu BS-Villa Lidköping BK 5-3 (Falu BS vidare efter 3-2 i matcher)

### Semifinaler (bäst av fem matcher)
- 3 mars 2002: Hammarby IF-Västerås SK 1-3
- 3 mars 2002: Sandvikens AIK-Falu BS 7-4
- 6 mars 2002: Västerås SK-Hammarby IF 2-5
- 6 mars 2002: Falu BS-Sandvikens AIK 1-7
- 8 mars 2002: Hammarby IF-Västerås SK 3-4
- 8 mars 2002: Sandvikens AIK-Falu BS 8-4 (Sandvikens AIK vidare efter 3-0 i matcher)
- 10 mars 2002: Västerås SK-Hammarby IF 7-2 (Västerås SK vidare efter 3-1 i matcher)

### Final
- 17 mars 2002: Sandvikens AIK-Västerås SK 8-4 (spelad på Studenternas IP i Uppsala)

## Allsvenska skytteligan 2001/2002
1. Sergej Obuhov, Falu BS, 58 mål
2. Sami Laakkonen, Vetlanda BK, 40 mål
3. David Karlgren, Villa Lidköping BK, 39 mål
4. Jonas Claesson, Hammarby IF, 38 mål
5. Michael Carlsson, Västerås SK, 35 mål
6. Magnus Muhren, Sandvikens AIK, 35 mål
7. Rinat Sjamsutov, Katrineholms SK, 35 mål
8. Patrik Rönnqvist, Edsbyns IF, 33 mål
9. Hans Åström, Bollnäs GIF, 29 mål
10. Joakim Hedkvist, Edsbyns IF, 28 mål
11. Patrik Södergren, Sandvikens AIK, 24 mål
12. Tomas Påhlsson, IFK Motala, 24 mål
13. Ari Holopainen, IFK Vänersborg, 24 mål
14. Martin Arvidsson, Gripen Trollhättan BK, 20 mål
15. Jesper Bryngelsson, Katrineholms SK, 20 mål
16. Jörgen Gustafsson, Villa Lidköping BK, 20 mål

Statistiken inkluderar slutspel.